# Meigenia cinerella
Meigenia cinerella là một loài ruồi trong họ Tachinidae.